# Zygmunt Łuszcz

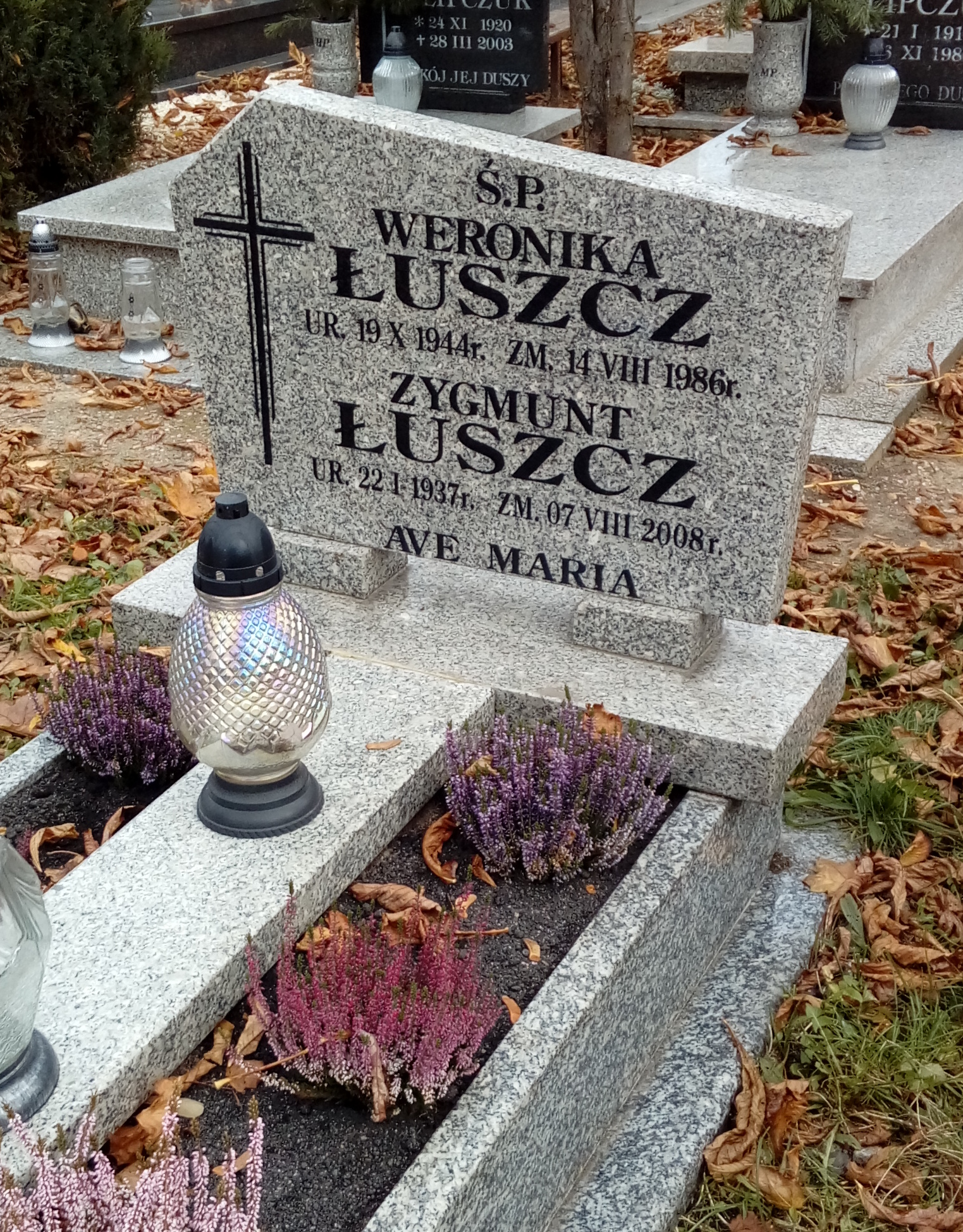
(Grób Zygmunta Łuszcza na cmentarzu Komunalnym w Legnicy)

Zygmunt Łuszcz (ur. 22 stycznia 1937, zm. 7 sierpnia 2008) – polski dziennikarz sportowy.
Absolwent Wydziału Dziennikarstwa i Nauk Politycznych Uniwersytetu Warszawskiego. Dziennikarz Przeglądu Sportowego, Gazety Robotniczej, Słowa Polskiego, Gazety Legnickiej (w latach 1991–1993), Panoramy Legnickiej (w latach 1995–2004). W 1972 roku był w ekipie założycielskiej Konkretów.
Jeden z pomysłodawców i pierwszy komandor wyścigu kolarskiego Szlakiem Grodów Piastowskich.
Został pochowany na cmentarzu komunalnym w Legnicy (F3/4/32) .